# Carliola
Carliola is een geslacht van rechtvleugeligen uit de familie veldsprinkhanen (Acrididae). De wetenschappelijke naam van dit geslacht is voor het eerst geldig gepubliceerd in 1939 door Uvarov.

## Soorten
Het geslacht Carliola  is monotypisch en omvat slechts de volgende soort:
- Carliola carinata (Uvarov, 1929)